# عصب متوسط
العصب المتوسط هو عصب في البشر والحيوانات الأخرى في الطرف العلوي من الجسم. وهو أحد الأعصاب الرئيسية الخمسة التي تنشأ من الضفيرة العضدية. يُعتبر العصب الوحيد الذي يمرُ عبر النفق الرسغي، وإذا انضغط العصب داخل النفق، فتحدث متلازمة النفق الرسغي.

## صور إضافية

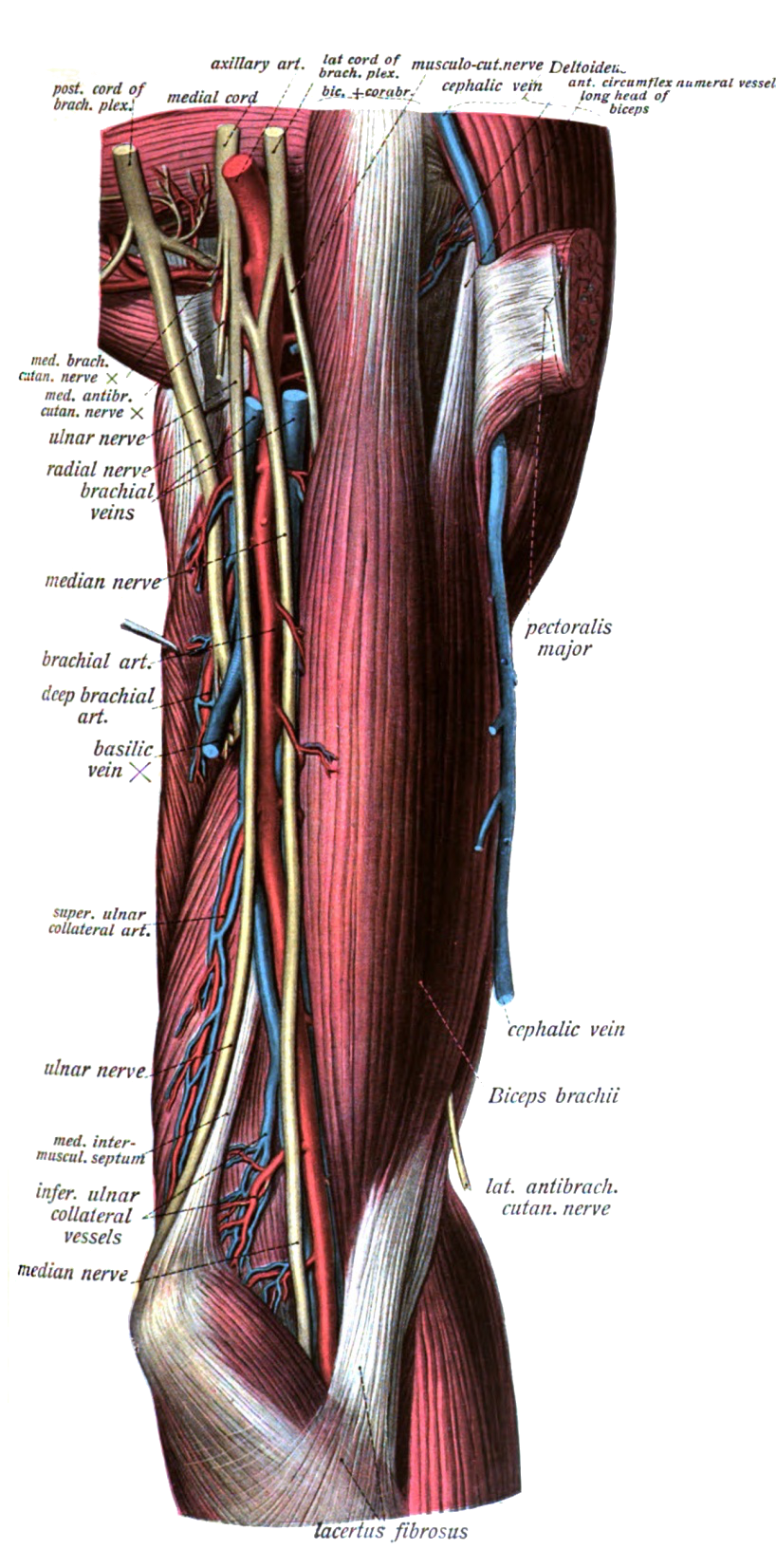
العضد كما يرى من الأمام وجانبيا حيث تظهر الأعصاب والجملة الوعائية.
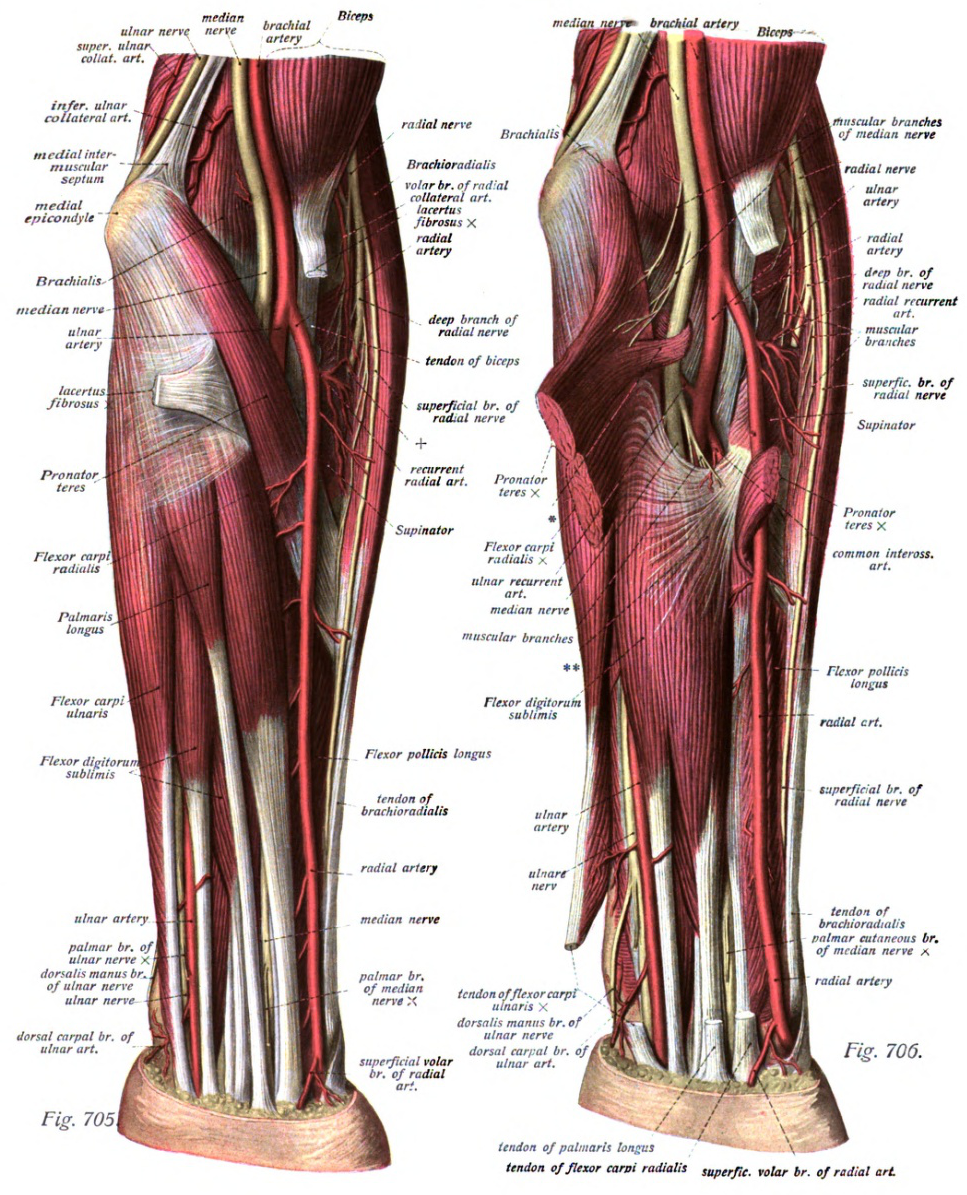
الساعد كما يرى من الأمام حيث تظهر الأعصاب والجملة الوعائية.
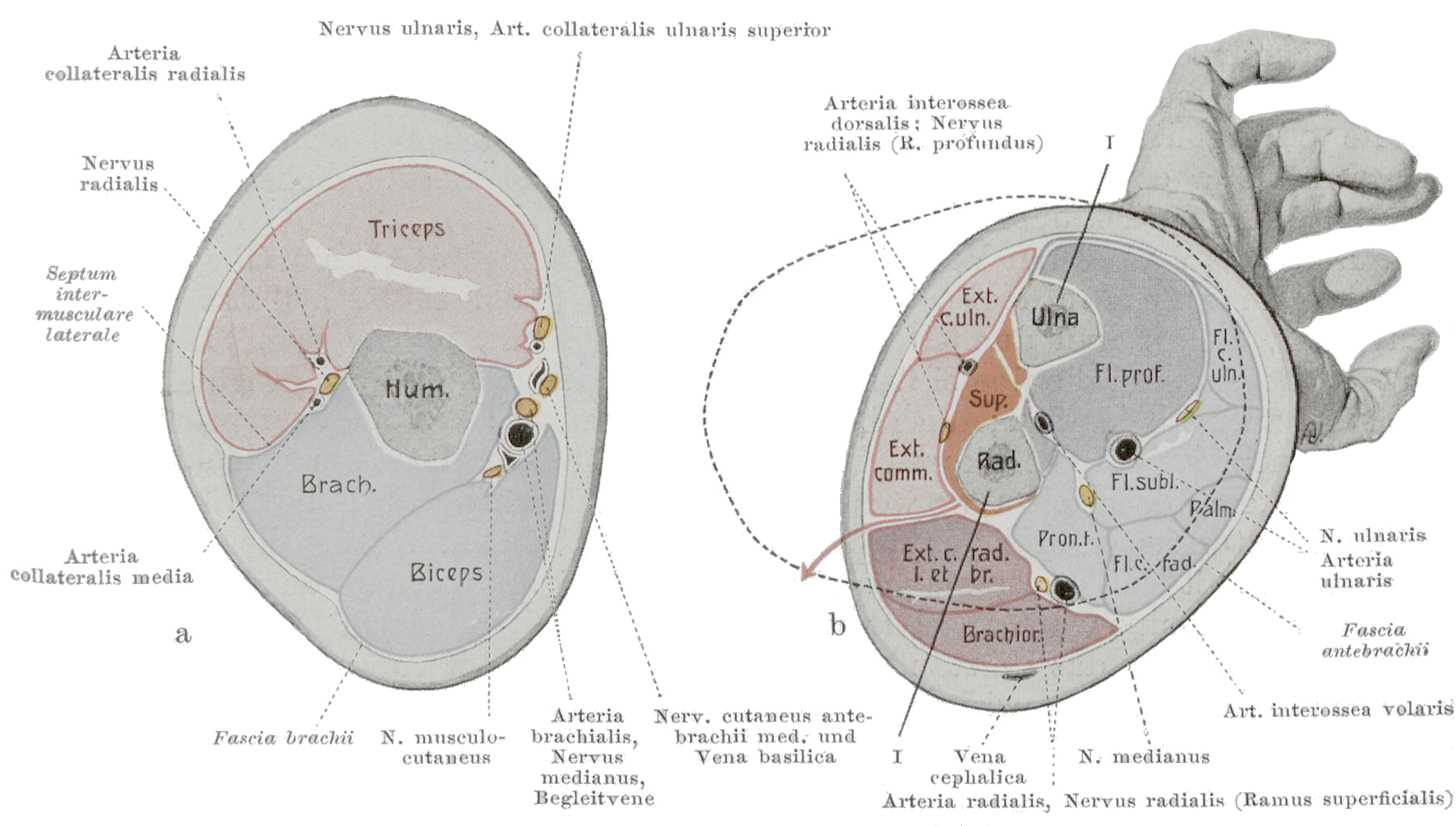
مقطع عرضي خلال منتصف العضد (إلى اليسار), ومنتصف الساعد (إلى اليمين).
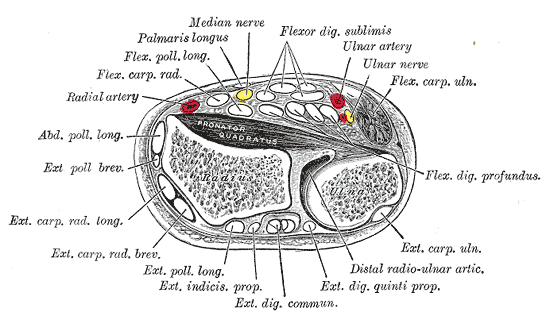
مقطع عرضي عبر النهايات البعيدة للكعبرة والزند.
مقطع عرضي في الرسغ والأصابع.
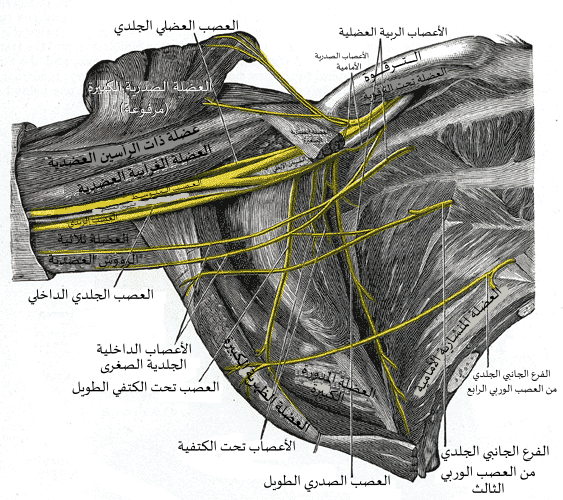
الشبكة المتحابكة العضدية اليمنى (الجزء تحت الترقوي) في الانخفاض الإبطي; كما تظهر من الأسفل ومن الأمام.
رسم تخطيطي للتوزيع القطعي للأعصاب الجلدية للطرف العلوي الأيمن.
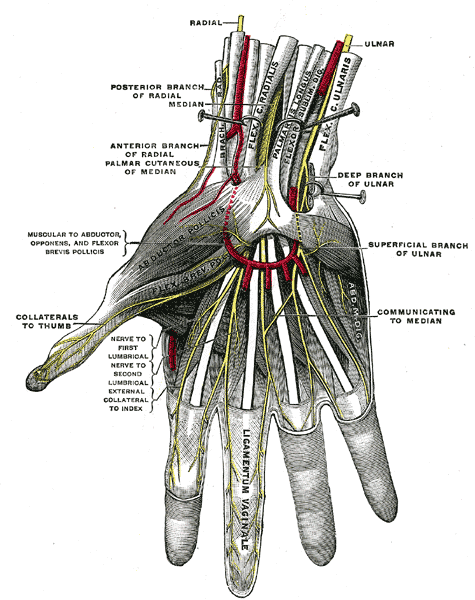
الأعصاب الراحية السطحية.
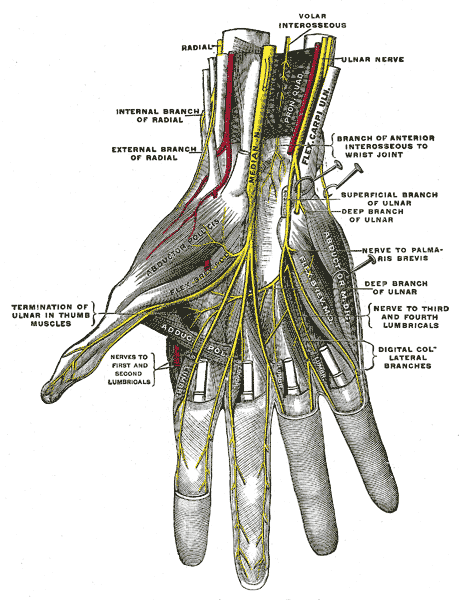
الأعصاب الراحية العميقة.
مقدمة الطرف العلوي الأيمن حيث تظهر العلامات السطحيى للعظام والشرايين والأعصاب.
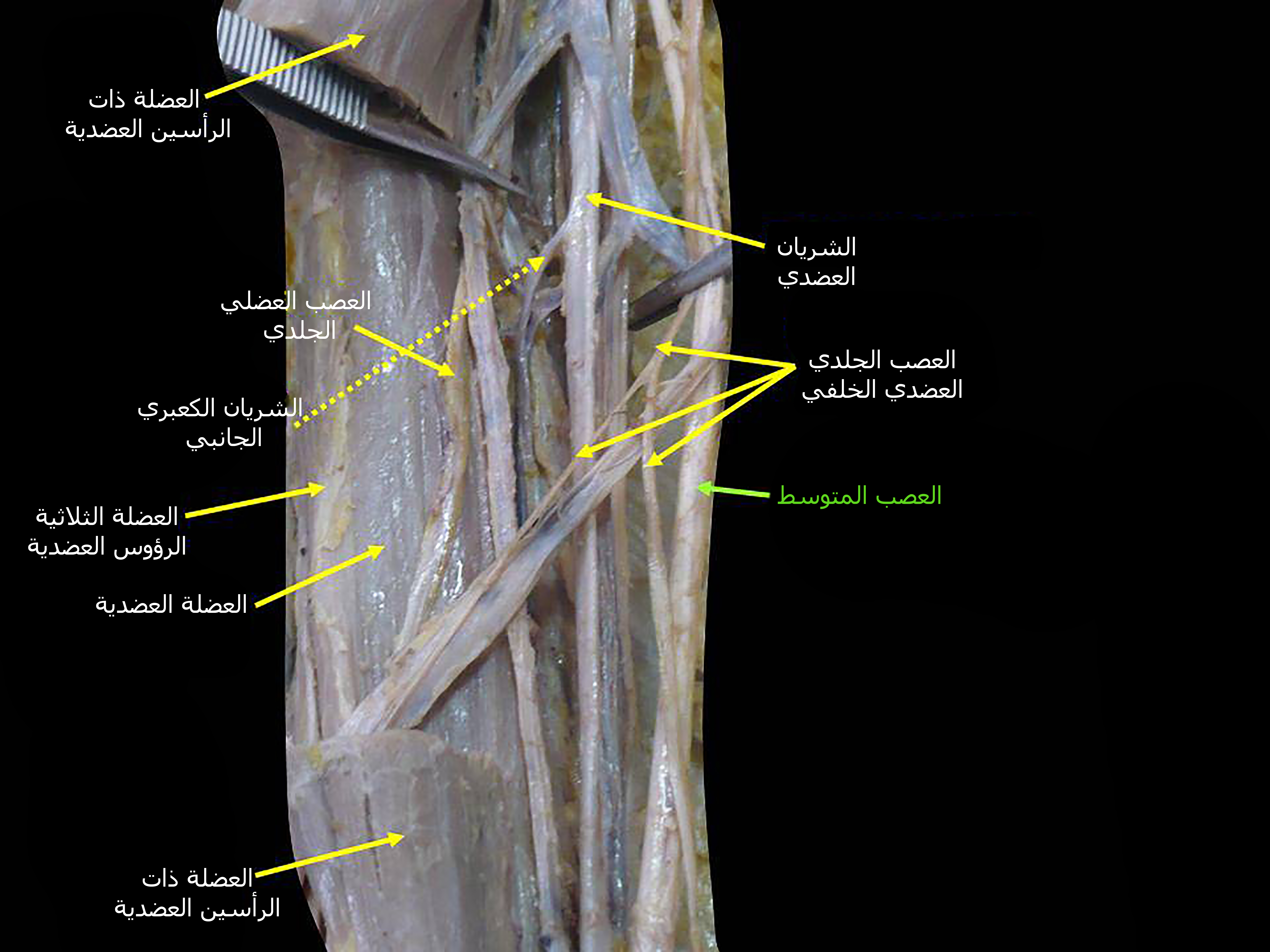
العصب المتوسط
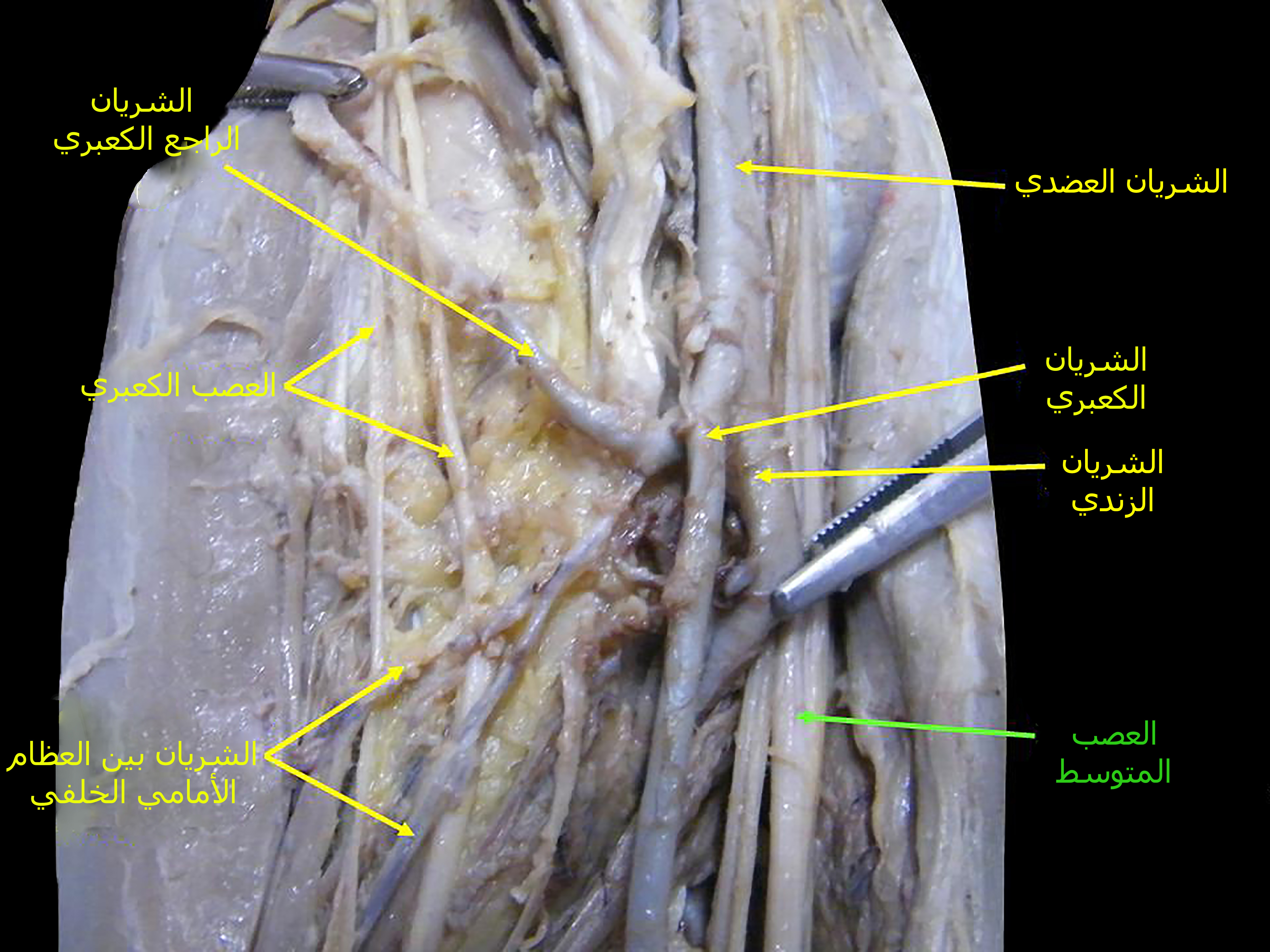
العصب المتوسط

## روابط خارجية
- Median_nerve على برنامج طب العظام التابع لنظام الصحة بجامعة ديوك [الإنجليزية]‏.
- Median+Nerve في المكتبة الوطنية الأمريكية للطب نظام فهرسة المواضيع الطبية (MeSH).

- Hand kinesiology at the University of Kansas Medical Center
- أطلس تشريح جامعة ميشيغان hand_plexus - "Axilla, dissection, anterior view"